# والتر هويل
والتر هويل (بالإنجليزية: Walter Howell) هو مجدف أسترالي، ولد في 17 ديسمبر 1929 في فيكتوريا في أستراليا.

## وصلات خارجية
- والتر هويل على موقع الاتحاد الدولي للتجديف (الإنجليزية)
- والتر هويل على موقع اللجنة الأولمبية الدولية (الإنجليزية)
- والتر هويل على موقع أوليمبيديا (الإنجليزية)
- والتر هويل على موقع اللجنة الأولمبية الأسترالية (الإنجليزية)